# 口蓋摩擦音
口蓋摩擦音（こうがいまさつおん、英: Palatal fricative）は、硬口蓋音でもある摩擦子音の一種である。 口蓋摩擦音には、主に以下の 2 つのタイプがある：
- 無声硬口蓋摩擦音 ([ç])
- 有声硬口蓋摩擦音 ([ʝ])

舌背の硬口蓋との摩擦によって生成される。英語の場合、方言によっては、[ç] が /hj/ の異音として機能することがあり 、いくつかの英語への借用語は [ʝ] で始まることがある。
口蓋音の摩擦音はまれであり、特に有声音の口蓋摩擦音はまれである。 それらは異音（例えば、ドイツ語では、子音と前部母音の後に無声音の軟口蓋摩擦音の異音として[ç]が現れる）として、または有声音の硬口蓋接近音の代替的な実現として、より頻繁に現れる。